# Dichagyris constanti
Dichagyris constanti är en fjärilsart som beskrevs av Miller 1860. Dichagyris constanti ingår i släktet Dichagyris och familjen nattflyn. Inga underarter finns listade i Catalogue of Life.